# Kénédougou
Kénédougou is een van de 45 provincies van Burkina Faso. De hoofdstad is Orodara.

## Bevolking
In 1997 leefden er 198.936 mensen in de provincie. In 2019 waren dat er naar schatting 399.000.

## Geografie
Kénédougou heeft een oppervlakte van 8.137 km² en ligt in de regio Hauts-Bassins. De provincie grenst aan Mali.
De provincie is onderverdeeld in 10 departementen: Djigouera, Koloko, Kourignon, Kourouma, Morolaba, N’dorola, Orodara, Samoghohiri, Samorogouan en Sindou.

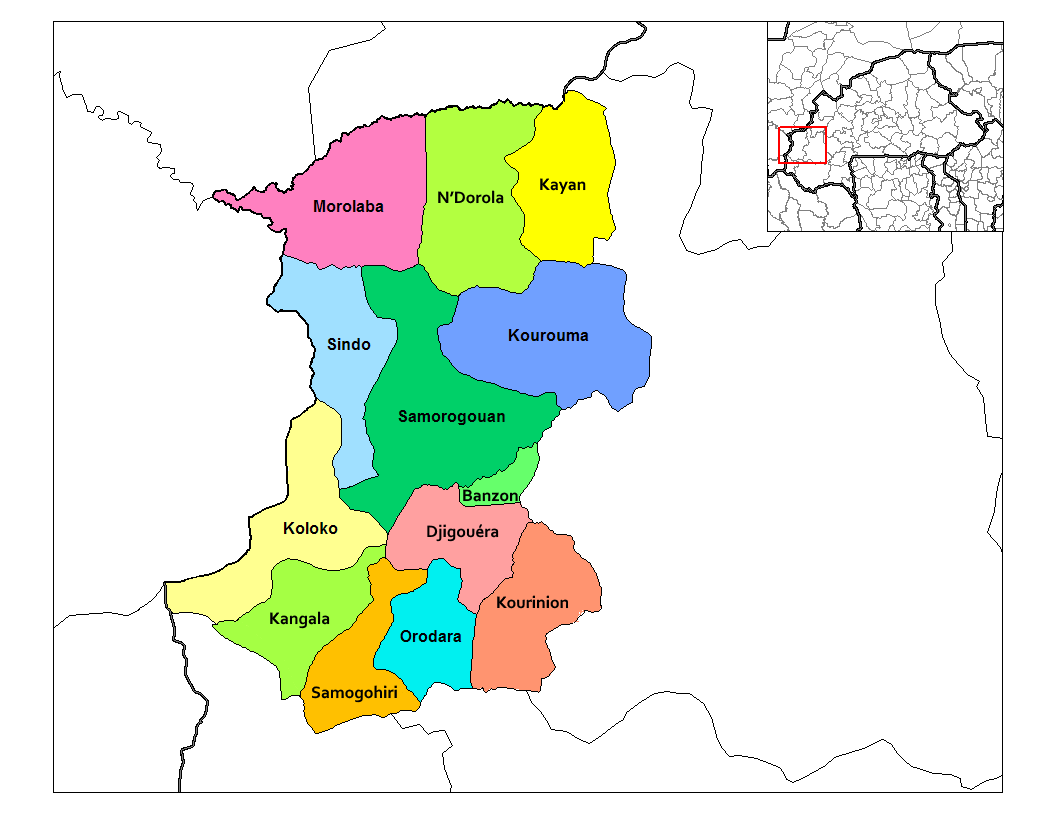
Departementen van Kénédougou

Balé · Bam · Banwa · Bazéga · Bougouriba · Boulgou · Boulkiemdé · Comoé · Ganzourgou · Gnagna · Gourma · Houet · Ioba · Kadiogo · Kénédougou · Komondjari · Kompienga · Kossi · Koulpélogo · Kouritenga · Kourwéogo · Léraba · Loroum · Mouhoun · Nahouri · Namentenga · Nayala · Noumbiel · Oubritenga · Oudalan · Passoré · Poni · Sanguié · Sanmatenga · Séno · Sissili · Soum · Sourou · Tapoa · Tuy · Yagha · Yatenga · Ziro · Zondoma · Zoundwéogo